# Fermín Marimón
Fermín Marimón Marimón (El Prat de Llobregat, Barcelona, 1932-El Prat de Llobregat, 29 de enero de 2025) fue un director, productor y exhibidor de cine español. Autor del cortometraje de animación Ballet Burlón (1960), productor del primer film de dibujo animado en versión original catalana, Peraustrinia 2004 (1990) y fundador del Cine Capri (1967).

## Biografía
Hijo de Joaquim Marimón (1907-1971), que inaugura el cine Monmari en 1946. Forma parte del grupo de pioneros de la producción de cine en El Prat de Llobregat que hacia los inicios de los años 50 y bajo la dirección de Jordi Bringué filman el hoy histórico Prat documental. Con el mismo Jordi Bringué, Fermín se convierte en exhibidor al llevar a las casas baratas de Casa Antúnez (Barcelona) el Cine Nuevo El Cinco de Oros desde 1954 hasta 1967.
En 1956 rueda en 16 mm el cortometraje de objetos animados Ballet Burlón, que obtiene la medalla de plata del XIX Concurso Nacional del Centro Excursionista de Cataluña. Vuelve a filmar el corto en 35 mm, en 1960, componiendo la música con la colaboración de Francesc Burrull. El film es seleccionado en los Festivales de Cannes y de Bergamo de 1961. Hoy el Ballet Burlón está considerado un clásico en la historia del cine de animación catalán y español. El CCCB (Centre de Cultura Contemporània de Barcelona) lo selecciona para formar parte de las 40 obras audiovisuales de toda la historia del cine experimental español en el ciclo “Del éxtasis al arrebato” que viaja por todo el mundo del 2009 al 2012.
Produce y realiza decenas de cortometrajes en los años 60 y 70 como Okay Mercurio, Pel camí de Proust, Darrera la porta, Un paraíso perdido o Flashamlet. Reúne al colectivo de cineístas amateurs del Prat y realiza con actores del pueblo El exhibidor (L’exhibidor, 1978), largometraje sobre las desventuras de un aspirante a empresario de cine, rodado en el cine Monmari. Produce otros cortometrajes de dibujo animado como La naturaleza olvidada (1987) de José Jorna, y otros largometrajes como el film también de dibujo animado Peraustrínia 2004 (1989) que dirige Àngel García y Pactar con el gato (2007), que dirige su hijo Joan Marimón Padrosa.
Escribe también sobre la historia del cine en El Prat de Llobregat, publicándolo en el periódico “Delta”. Publica con Rúbrica Editorial el ensayo histórico cinematográfico “Quan vam fer la Gilda” (2000), retrato del impacto del film Gilda (1946) en la sociedad catalana del momento.

## Homenajes y premios
- En septiembre de 2008 el Ayuntamiento del Prat dedica una exposición a toda su trayectoria y la de su amigo Àngel García.
- En marzo de 2009 el Festival de Animación de Bilbao “AnimaBasauri” le dedica un homenaje en el que se proyectan El ballet burlón y Peraustrínia 2004.
- El 24 de abril de 2009 es galardonado con el Premi Ciutat del Prat en su vertiente cultural.
- El 26 de enero de 2010 es nombrado Miembro de Honor de la Acadèmia de Cinema de Catalunya.
- El 20 de marzo de 2012 se le entrega el Premio en Ámbito de Comunicación de la Fundació Paco Candel.
- La exposición “El cinema amateur al Prat”, organizada por el Ayuntamiento del Prat, se cierra con la proyección, el fórum y un acto de homenaje a “Peraustrínia 2004” el 30 de enero de 2013.